# Mare Moscoviense
Mare Moscoviense (do latim: mar de Moscou) é um mar lunar nomeado pelos soviéticos que demonstraram claramente que a margem extrema da Lua é destituída de grandes mares embora existam vários pontos escuros, um dos quais foi prontamente nomeado pelo soviéticos como Mare Moscoviense. Este mare preenche o solo de uma cratera de 300 km de diâmetro.